# San Jerónimo en su estudio (Antonello da Messina)
San  Jerónimo en su estudio es un cuadro pintado por Antonello da Messina hacia 1474 - 1475 y que actualmente está expuesto en la National Gallery de Londres.

## Descripción
Se trata de un cuadro de pequeño tamaño que describe a san Jerónimo, doctor de la Iglesia, que tradujo la Biblia al latín, trabajando en su estudio. Va vestido como un cardenal, título póstumo que le fue otorgado por la iglesia teniendo en cuenta su papel en vida como consejero del papa Dámaso I.
Antes de realizar la Vulgata, san Jerónimo estuvo errante durante tres años por el desierto de Siria. Allí domesticó un león después de sacarle una espina de la pata. Este animal aparece paseando por la nave de lo que parece una iglesia, edificio que enmarca la escena.  La iglesia ofrece un marco simbólico que se ve reforzado por diversos objetos y animales que aluden al alegóricamente a la verdad contenida en la Biblia.
Antonello da Messina fue el primer pintor de la Italia meridional que fusionó la tradición flamenca con la italiana. El humanismo toscano se aprecia en la organización espacial del cuadro según las leyes de la perspectiva, visible en las dos naves laterales de la iglesia y remarcada por las baldosas y los focos de luz. La tradición flamenca de su maestro Colantonio se ve en la descripción minuciosa de los objetos, en el tratamiento a vista de pájaro del paisaje y el realismo de la escena.